# Заторское княжество
Заторское княжество (пол. Księstwo zatorskie, чеш. Zátorské knížectví, нем. Herzogtum Zator) — одно из силезских княжеств со столицей в Заторе. 

## История
Первоначально город Затор входил в состав Освенцимского княжества. В 1445 году Освенцимское княжество было разделено между тремя братьями: Вацлавом, Пшемыславом и Яном. Старший из трёх братьев, Вацлав, получил во владение Затор и стал основателем Заторского княжества. Пшемыслав стал править в Тошеке, а младший, Ян, остался княжить в Освенциме. В 1456 году Вацлав I Заторский принес вассальную присягу на верность королю Польши Казимиру IV Ягеллончику.

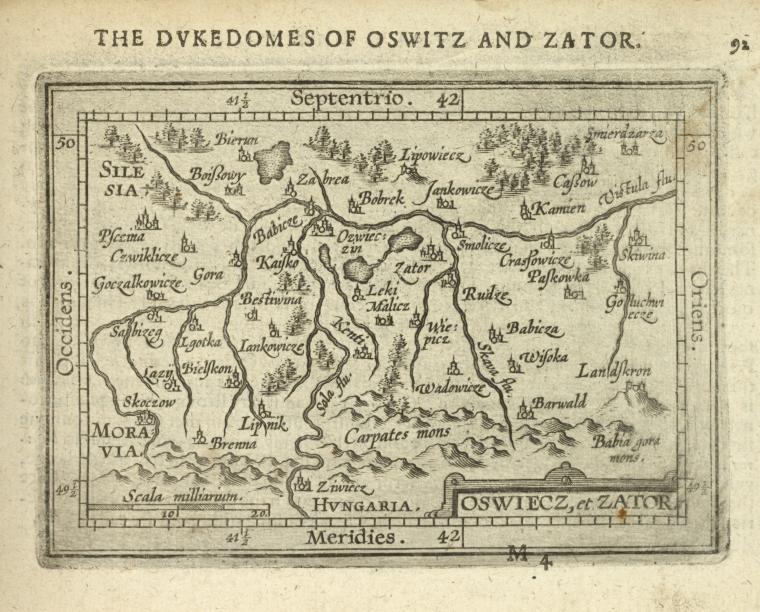
Княжества Освенцимское и Заторское, карта Ортелия Абрахама, 1603 год

В 1468 году после смерти Вацлава Заторское княжество получили в совместное владение его сыновья: Казимир II, Вацлав II, Ян V и Владислав. В 1474 году Казимир вместе с младшими братьями разделил Заторский удел на две части. Казимиру и Вацлаву стало принадлежать одна половина Заторского княжества, а Яну V и Владиславу — вторая половина княжества. В 1484/1487 году после смерти своего бездетного брата Вацлава Казимир стал единоличным правителем в одной части княжества.
В 1482 году князья-соправители Ян V Заторский и Владислав Заторский разделили между собой принадлежавшую им половину Заторского княжества. После смерти трёх своих братьев Казимира (1490) и Владислава (1494) Ян V объединил под своей властью все Заторское княжество.
В 1494 году князь Ян Заторский продал Заторское княжество за 80 000 флоринов новому королю Польши Яну I Ольбрахту Ягеллону (1492—1501). Сам Ян Заторский сохранил за собой княжеский титул и земельные владения. В 1501 и 1506 годах он дважды приносил оммаж польской короне.

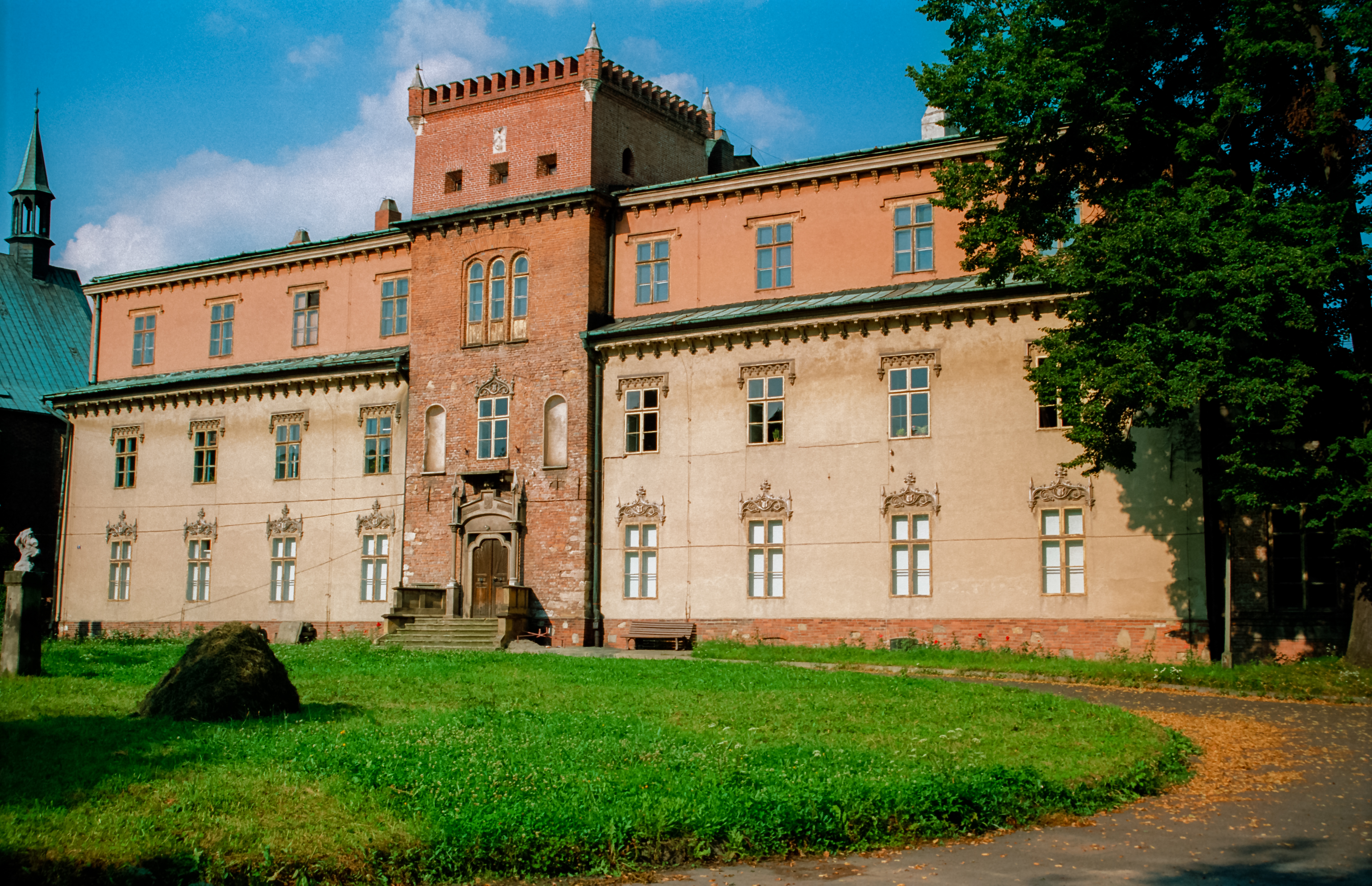
Княжеский замок в Заторе

В 1513 году после смерти Яна Заторского его княжество было присоединено к Польскому королевству.
В 1564 году на сейме в Варшаве Освенцимское и Заторское княжество были официально включены в состав Польского королевства в качестве Силезского повята Краковского воеводства.
После Первого раздела Речи Посполитой в 1772 году Освенцимское и Заторское княжества вошли в состав Габсбургской империи, став частью Королевства Галиции и Лодомерии. В 1815 году после Венского конгресса княжества стали частью Германского союза. После Первой мировой войны, в 1918 году эти территории были включены в состав Польской республики.

## Князья Заторские
| #                                            | Имя (годы жизни)                                | Родители                               | Годы правления | Примечания |
| -------------------------------------------- | ----------------------------------------------- | -------------------------------------- | -------------- | --- |
| 1                                            | Вацлав I Заторский (ок. 1414 — до 29 июля 1468) | Казимир I Освенцимский Анна Жаганьская | 1445–1468      | князь Освенцимский (с 1433/1434 по 1445 год) |
| 2                                            | Казимир II Заторский (ок. 1450 — 1490)          | Вацлав I Заторский Мария Копачевская   | 1468–1490      | С 1474 по 1484/1487 годы владел восточной половиной княжества вместе с братом Вацлавом II, с 1484/1487 по 1490 годы самостоятельно                                    |
| 3                                            | Вацлав II Заторский (ок. 1450 — 1484/1487)      | Вацлав I Заторский Мария Копачевская   | 1468–1484/1487 | С 1474 по 1484/1487 годы владел восточной половиной княжества вместе с братом Казимиром II                                                                            |
| 4                                            | Ян V Заторский (ок. 1455 — 17 апреля 1513)      | Вацлав I Заторский Мария Копачевская   | 1468–1494      | С 1474 по 1482 годы владел западной половиной княжества вместе с братом Владиславом, с 1482 по 1490 годы – самостоятельно. С 1490 по 1494 годы владел всем княжеством |
| 5                                            | Владислав Заторский (ок. 1455 — 1494)           | Вацлав I Заторский Мария Копачевская   | 1468–1482      | С 1474 по 1482 годы владел западной половиной княжества вместе с братом Яном V                                                                                        |
| С 1494 года в составе земель Польской короны |                                                 |                                        |                | |